# الكنيسة الكلدانية السريانية

الكنيسة الكلدانية السريانية ومتبعيها هم من الهنود المسيحيين وحاليا هم يتبعون مذهب كنيسة المشرق الآشورية، وهي من الكنائس التي أسسها القديس توما الرسول أحد تلاميذ المسيح في القرن الأول الميلادي، أتباع هذه الكنيسة يتركزون حاليا في ولاية كيرالا في جنوب شرق الهند وكاتدرائيتها موجودة في مدينة تريسور.